# Escándalo de Lago Escondido
El caso de Lago Escondido es un caso de presunta corrupción, prevaricato y guerra jurídica que denuncian los periodistas Raúl Kollmann e Irina Hauser, cuyos implicados serían jueces, operadores políticos, exagentes de la Agencia Federal de Inteligencia (AFI), el diario Clarín y el empresario británico Joe Lewis, entre otras personas.

## El caso
Los periodistas denunciaron que en octubre de 2022 jueces, operadores políticos y exagentes de la AFI viajaron en un avión privado pagado por el diario Clarín a Lago Escondido, donde está la mansión del millonario británico Joe Lewis. Los autores de la investigación periodística afirmaron que el objetivo era conspirar y «arreglar», en un encuentro secreto, causas para favorecer al expresidente Macri y otros mientras se conspiraba contra Cristina Fernández de Kirchner, entre otros asuntos criminales.
La reunión habría sido financiada por el diario Clarín, empresa del Grupo Clarín, que de forma deliberada intentó ocultar el encuentro para encubrir los varios delitos cometidos de los que el diario sería partícipe necesario.

### Personas implicadas
En el encuentro habrían estado el juez Julián Ercolini, el juez Carlos Mahiques, el jefe de los fiscales de la Ciudad de Buenos Aires, Juan Bautista Mahiques (hijo de Carlos), el ministro de Justicia y Seguridad del gobierno de la ciudad de Buenos Aires, Marcelo D’Alessandro, el juez Pablo Cayssials, el juez Pablo Yadarola, el empresario especialista en campañas digitales Tomás Reinke y el exjefe de Legales de la Secretaría de Inteligencia (SI), Leo Bergroth.

### Charlas incriminatorias
Al conocerse la noticia que fuera publicada por el diario Página/12, afirmaron que varios medios liderados por Clarín y otros afines a su línea editorial y los implicados en los delitos habrían entablado largos chats de texto y voz para concertar la forma de encubrir el caso y que no pasara a mayores.
Los chats fueron ilegalmente interceptados.
En los chats supuestamente participaron los jueces y fiscales que habrían cometido prevaricato, como así también altos directivos del grupo Clarín, en donde habrían expuesto sus ideas coordinadas sobre cómo tapar el escándalo. Si bien D'Alessandro negó la veracidad de los chats, el diario Clarín no lo hizo y prefirió centrarse en el modo en el que fueron obtenidos.
Según los periodistas, los jueces, fiscales y funcionarios buscaron encubrir el viaje con facturas apócrifas, mientras proponían la ejecución de otros delitos como los «aprietes» (coerción) a personas que los pudieran incriminar desde sus dichos probatorios.

### Repudio
El escándalo también causó el repudio de los trabajadores del Grupo Clarín.
El gobierno nacional denunció a los jueces y al CEO de Clarín. El presidente Alberto Fernández realizó una cadena nacional condenando los hechos.
Algunos jueces de la Asociación de Magistrados pidieron que se investigue a los funcionarios de los chats del lawfare.
La diputada Margarita Stolbizer pidió la renuncia de D'Alessandro, explicando que el ministro de Justicia de la Ciudad de Buenos Aires está en un lugar «de privilegio» y puede obstaculizar el curso de la causa.

### Apoyos
El ministro de Seguridad porteño, Marcelo D’Alessandro, involucrado en el escándalo, recibió el respaldo del jefe de gobierno Horacio Rodriguez Larreta, la presidenta del PRO Patricia Bullrich, Elisa Carrió, Cristian Ritondo y Diego Santilli.
Horacio Rodriguez Larreta expresó que mantendrá en el cargo a su ministro de Seguridad mientras defiende al jefe de fiscales porteño, Juan Mahiques. Pese a que Larreta respaldó a su ministro, altos funcionarios del gobierno de la Ciudad reconocen en privado su preocupación por el impacto que podría tener el avance de la investigación judicial por el viaje a Lago Escondido.
D'Alessandro se tomó licencia y dos meses después renunció a su cargo, siendo reemplazado por Eugenio Burzaco.